# Донбаев, Нурдин Женишбекович
Нурдин Женишбекович Донбаев (род. 31 июля 1974 года) — киргизский борец вольного стиля, бронзовый призер на Летних Азиатских играх 1994 года, участник Летних Олимпийских игр 2000 года, бронзовый призер чемпионата Мира 1993 года среди юношей.

## Достижения
- Кубок СССР (1 место) 1989

Таджикистан (Душанбе)
- Первенство СССР среди спортивных школ 1990 (1 место)

Россия (Чебоксары)
- Первенство СССР и Спартакияда школьников 1990 (1 место) Грузия (Тбилиси)
- Чемпионат Мира среди юношей 1990 (4 место)Венгрия (Цомбатхели)
- Чемпионат Мира среди молодежи 1993 года (3 место) Греция (Афины)
- Чемпионат Мира 1994 года (5 место) Турция (Стамбул)
- Азиатские игры 1994 года (3 место) Япония (Хиросима)
- Чемпионат Азии 1995 года (4 место) Филиппины (Манила)
- Чемпионат Мира 1997 года (8 место) Россия (Красноярск)
- Азиатские игры 1998 года (7 место) Таиланд (Банког)
- Чемпионат Азии 1999 года (6 место) Узбекистан (Ташкент)
- Олимпийские игры 2000 года (11 место) Австралия (Сидней)
- Азиатские игры 2002 года (5 место) Корея (Пусан)